# Коммод
Лу́ций Э́лий Авре́лий Ко́ммод (лат. Lucius Aelius Aurelius Commodus; 31 августа 161, Ланувий — 31 декабря 192, Рим) — римский император (Imperator Caesar Lucius Aelius Aurelius Commodus Antoninus Augustus, c 17 марта 180 года; в начале правления — Lucius Aelius Aurelius Commodus, до осени 180 года — Lucius Aurelius Commodus Caesar, в 180—190 годах — Marcus Aurelius Commodus Antoninus Augustus, с 191 года — Lucius Aelius Aurelius Commodus Augustus), последний представитель династии Антонинов, сын Марка Аврелия и Аннии Галерии Фаустины. Назван в честь соправителя отца — Луция Вера Коммода, когномен которого означает «здоровый» (лат. commodus). В 177 году провозглашён августом и соправителем Марка Аврелия, после смерти которого стал единоличным императором.

## Биография

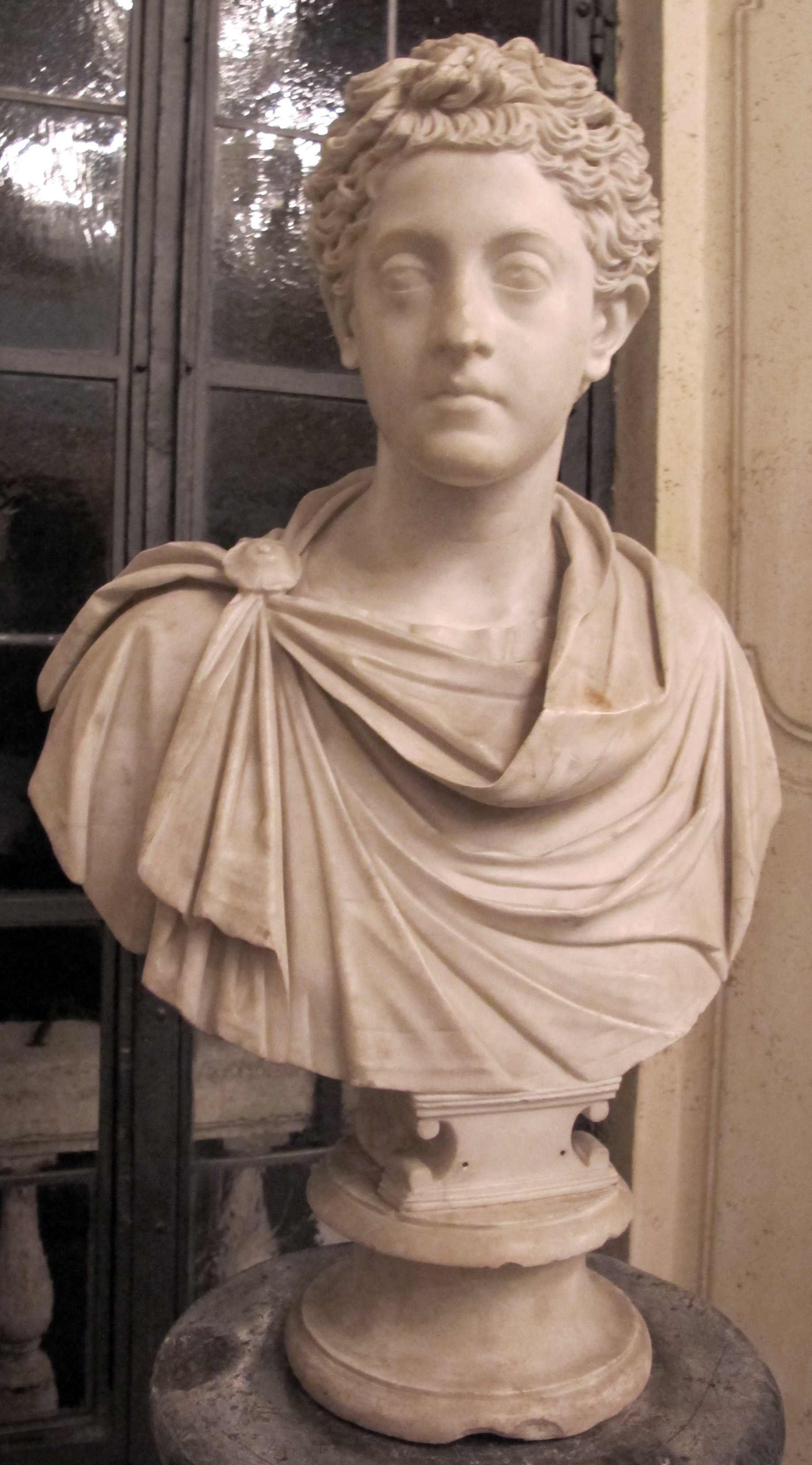
Коммод в юности

Коммод родился 31 августа 161 года недалеко от Рима от брака правящего императора Марка Аврелия со своей сводной сестрой Фаустиной Младшей, дочерью императора Антонина Пия. У Коммода был старший брат-близнец Тит Аврелий Фульв Антонин, который скончался в 165 году. 12 октября 166 года Коммод вместе с младшим братом Марком Аннием Вером был назван цезарем. Последний умер в 169 году, не оправившись от операции, что сделало Коммода единственным выжившим сыном Марка Аврелия.
Воспитателем Коммода был врач отца Гален. Также упоминаются Онесикрат, Антистий Капелла, Тит Аий Санкт и Питолей.

### Вопрос происхождения
Некоторые историки считают, что Коммод не был биологическим сыном Марка Аврелия. Так, например, Александр Немировский утверждает:

Сын Марка Аврелия был единственным из династии Антонинов, кому власть досталась не по усыновлению, а по кровному родству, но родство это, судя по телячьим мозгам и внешнему виду (бычья шея, маленькие, пылавшие злобой глазки), было сомнительным. Это был истинный сын Фаустины, скорее всего от одного из её любимцев, солдата или гладиатора.— Немировский А. И. История древнего мира. Античность. Том 2. М.: Владос, 2000. С. 247
Ещё при жизни Коммода, учитывая его страсть к гладиаторским боям, ходили слухи, что его настоящим отцом был некий гладиатор, с которым мать Коммода Фаустина Младшая развлекалась на одном из курортов. Фильм «Падение Римской империи» это обыгрывает: один из его героев — старый гладиатор Верул (роль исполняет Энтони Куэйл), как выясняется в конце фильма, истинный отец Коммода (Кристофер Пламмер).

### Политическая деятельность
В момент смерти отца находился в войсках. Первым мероприятием стало успешное прекращение уже почти законченной германской войны с маркоманами и квадами. Возвратился в Рим, где немедленно устроил праздничные игры.
Отказался от экспансионистской политики в других областях империи. Заключил мир с даками и сарматами. В период его правления происходили волнения в провинциях (Британии, Германии, Дакии), но их удалось усмирить с помощью армии. Создал африканский флот.
Популистские мероприятия первых лет сделали Коммода почитаемым в народе, но вскоре стало ясно, что его правление положило конец так называемой эпохе «пяти хороших императоров». Он практически не занимался государственными делами, предпочитая им развлечения и разврат. Все годы его императорства сопровождались истощением казны и огромными хищениями.

### Заговор Луциллы
В первый же год против императора созрел заговор. Организатором стала сестра Коммода Луцилла. К императору подослали убийцу, однако тот раньше времени выдал свои намерения. Он вошёл к Коммоду с заявлением: «Вот что посылает тебе сенат» и сразу был схвачен стражей. Все заговорщики были казнены, а Луцилла сослана на Капри, где умерла через несколько лет.
После этого случая Коммод стал панически бояться заговоров и на каждое малейшее подозрение отвечал казнями. Репрессировал многих видных сенаторов. Свою жену, Бруттию Криспинну, он убил, когда однажды уличил в супружеской измене.

### Политические интриги
Поскольку император жил в воображаемом мире, имея весьма специфическое представление о реальности, решение государственных вопросов оказалось в руках его фаворитов. Три года бразды правления держал сопрефект претория Тигидий Перенн. Он был особо непопулярен в Британских легионах, которые в конце концов потребовали от императора сместить всесильного сановника. Перенна обвинили в намерении занять трон, и по приказу Коммода он, вместе с женой и детьми, был убит преторианцами. После этого случая Коммод сделал нужные выводы, и командиры преторианцев стали меняться с головокружительной быстротой. Эта должность потеряла свою значимость. Всё стал решать императорский спальник — вольноотпущенник Клеандр, получивший исключительный титул «кинжал» (лат. a pugione). При нём расцвела невиданная ранее коррупция и торговля государственными должностями.
В 190 году противники Клеандра намеренно вызвали недостаток продовольствия в столице, а затем натравили на сановника толпу. Подавляя волнения, Клеандр применил армию, тогда рассвирепевший народ окружил императорский дворец и потребовал казни. Коммод, не колеблясь, выполнил требование толпы, и волнения прекратились.

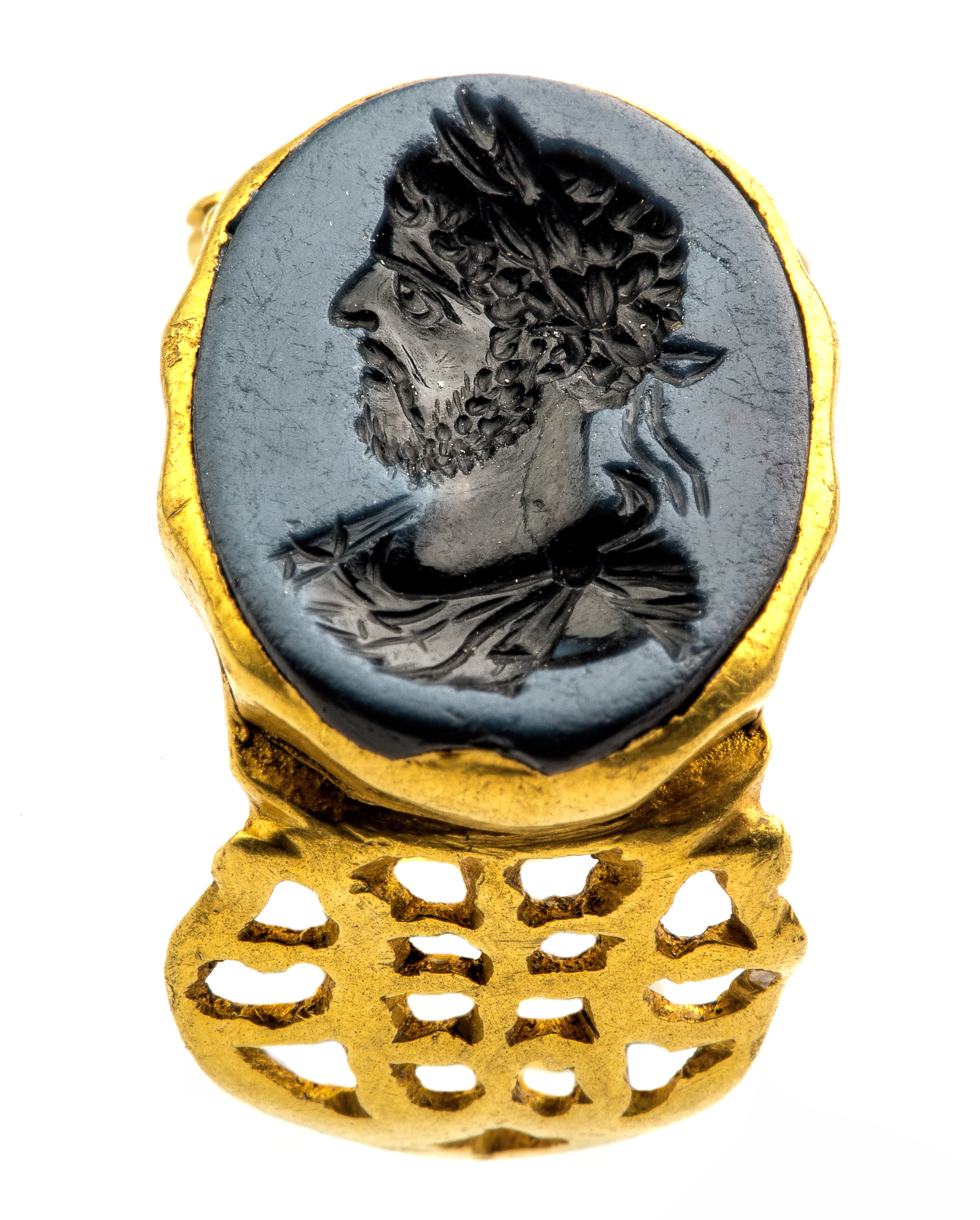
Золотой перстень с портретом Коммода, найденный в Тонгерене, Галло-римский музей (Тонгерен)

### Гибель
1 января 193 года Коммод собирался отпраздновать своё вступление на пост консула и хотел прямо на церемонии появиться в гладиаторском облачении. Но этим планам не суждено было осуществиться. Новый префект претория Квинт Эмилий Лет, любовница императора Марция и управляющий двором вольноотпущенник Эклект приняли решение избавиться от неадекватного императора. Городской префект Пертинакс присоединился к заговору в обмен на обещание сделать императором его. Марция напоила Коммода отравленным вином. Яд не дал ожидаемого эффекта, и тогда императора задушил раб — атлет Нарцисс, который занимался борьбой с Коммодом в качестве спарринг-партнера. Это произошло накануне планируемого императором праздника, 31 декабря.
Сенат одобрил этот поступок, немедленно объявив Коммода «врагом отечества». Разъярённые сенаторы и толпа потребовали протащить тело убитого крюком по улицам города и сбросить в Тибр, а имя стереть со всех сооружений, но Пертинакс не позволил это сделать. Тело втайне ото всех было захоронено в усыпальнице Адриана. Утвердившийся вскоре император Септимий Север назло сенату и для получения поддержки семьи Марка Аврелия причислил Коммода к богам, постановил праздновать его день рождения, а убившего его Нарцисса бросил на съеденье львам. Данные действия Септимия Севера объясняются желанием закрепить «законность» своей династии — новый император объявил себя «сыном божественного Марка Аврелия и братом божественного Коммода», а своему старшему сыну Септимию Бассиану Каракалле дал новое имя Марк Аврелий Антонин — тем самым «переведя» в императорский род Антонинов.
Со свержением Коммода закончился период династии Антонинов. После его смерти последовал период, известный как Год пяти императоров.

## Образ жизни

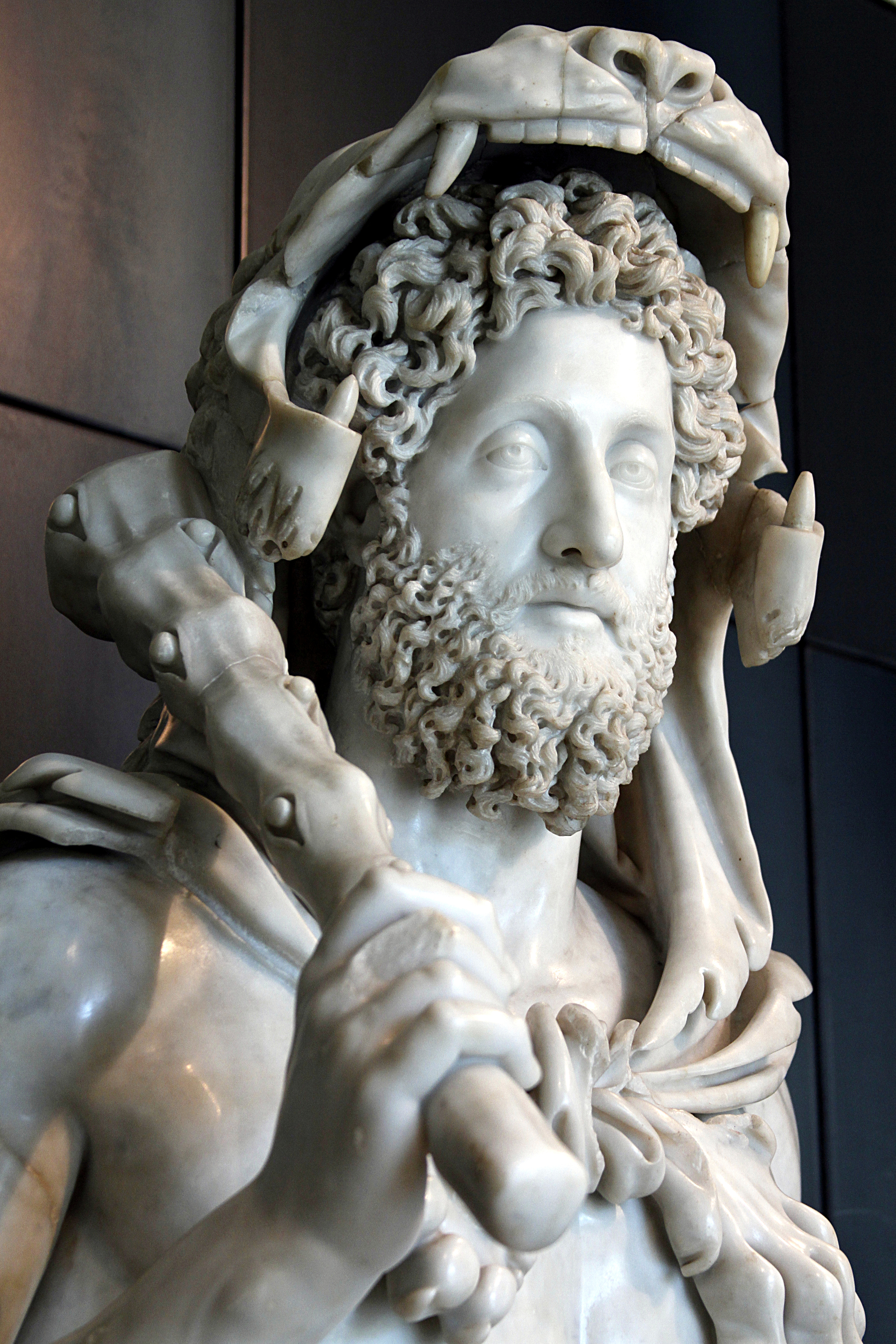
Коммод в образе Геркулеса

Дион Кассий отмечал, что Коммод «не имел сначала ни коварства, ни злобы, но из–за большой простоты и природной робости попал в низкую зависимость от приближённых. Так как он не умел соображать самостоятельно, люди, которые овладели его душой, сначала привели его к разврату, а потом к крайним жестокостям». После нескольких покушений Коммод убивал римлян, если те гневили его. Такая попытка была предпринята с целью уничтожения дома Квинтилиев. Кондиан и Максим были казнены под предлогом того, что, несмотря на их неучастие в заговорах, они могли использовать свои богатства и таланты в случае своего недовольства положением дел. Элий Лампридий писал, что однажды в Тауринских термах Коммод приказал бросить слугу в печь, потому что вода оказалась недостаточно тёплой.
В гареме Коммода было несколько сот женщин и столько же мальчиков. По словам современников, он испробовал все способы разврата. Ему приписывают ношение женской одежды и игры во врача с препарированием живых людей.
Коммод любил гладиаторские бои и сам выходил на арену в роли секутора, хотя выступление свободных граждан на гладиаторской арене считалось бесчестьем (лат. infamia). Хорошо знал это ремесло и владел мечом. При этом нисколько не стеснялся выставлять свои таланты на всеобщее обозрение. На глазах народа сам дрался на арене и умерщвлял диких животных. Приказал тщательно фиксировать все свои выступления. Провёл 735 боёв.
Требовал своего обожествления и принимал высокопарные титулы. Считается, что он даже собирался сжечь город как свою колонию. Был поклонником восточных культов. Носил на голове изображение бога Анубиса. Появлялся в одеянии жреца Изиды. Участвовал в самоистязательных религиозных ритуалах.
В последние годы правления стал отождествлять себя с Геркулесом, требуя от Сената называть себя не Коммодом, сыном Аврелия, а Геркулесом, сыном Юпитера. По его требованию месяц август стали называть коммодом, сентябрь — геркулесом, октябрь — непобедимым, ноябрь — преодолевающим, декабрь — амазонским. В 190 году переименовал Рим в Город Коммода. Сенат не возражал и удовлетворял все самые нелепые просьбы императора.

## Почётные титулы
Цезарь (лат. Caesar) с 12 октября 166 года, Германский Величайший (лат. Germanicus) с 172 года, Сарматский Величайший (лат. Sarmaticus) с 175 года, Отец отечества (Pater patriae) (с 177 года), Благочестивый (лат. Pius) с 183 года, Британский Величайший (лат. Britannicus) с 184 года, Счастливый (лат. Felix) с 185 года, Отец Сената (Pater Senat) с 187 года, Непобедимый римский Геркулес (лат. Hercules Romanus invictus) с 191 года. Консул (177, 179, 181, 183, 186, 190 и 192 гг.), 18-кратный трибун (в 176 году дважды — 27 ноября и 10 декабря, затем ежегодно 10 декабря).

## Образ в кинематографе
- 1964 — «Падение Римской империи» (США) режиссёра Энтони Манна. Роль Коммода сыграл Кристофер Пламмер, а Луциллы — Софи Лорен. Фильм повествует о событиях с момента якобы имевшего место убийства Коммодом Марка Аврелия до убийства самого Коммода вымышленным персонажем — полководцем Гаем Ливием. Многие события фильма не являются историческими.
- 2000 — «Гладиатор» (США, Великобритания) режиссёра Ридли Скотта. Роль Коммода сыграл Хоакин Феникс. Фильм повествует о событиях с момента якобы имевшего место убийства Коммодом Марка Аврелия до убийства самого Коммода вымышленным персонажем — полководцем Максимусом Меридием. Многие события фильма не являются историческими.
- 2006 — «Безумные римские императоры», двухсерийный документальный фильм режиссёра Домагоя Бурича. О Коммоде рассказывается во второй серии.
- 2016 — первый сезон документального сериала «Римская империя: Власть крови[англ.]» (Канада, США). Роль Коммода исполнил Аарон Якубенко[15].